# Prosperów
Prosperów – dawne miasto, obecnie część miasta Zawichostu w województwie świętokrzyskim, w jego zachodniej części. Po dawnym mieście pozostał rynek, obecnie zwany Rynkiem Dużym, położony 550 m od rynku staromiejskiego (miasta Zawichostu) bliżej Wisły.

## Historia
Pierwszą nieudaną próbę założenia miasta podjął starosta zawichojski Hieronim Lanckoroński (zm. 1697). Uzyskał on przywilej lokacyjny od króla Jana Sobieskiego. Przywilej ten zezwalał na założenie miasta na terenie łanu królewskiego zwanego Łapiguzem. Lanckoroński nie zrealizował jednak lokacji.
W 1701 r. kasztelan rawski i starosta zawichojski Prosper Jan Załuski założył miasto uzyskując powtórny przywilej lokacyjny. Początkowo miasto nosiło nazwę Starostów, późniejsza nazwa pochodziła od imienia jego założyciela.
Prosperów został założony na prawie chełmińskim. Miasto miało przywilej na targ oraz 4 jarmarki. Prosperów zamieszkany był głównie przez ludność żydowską. Król Stanisław August Poniatowski nadał miastu prawo do kolejnych 8 jarmarków. Pomimo tego Prosperów nie zdołał się rozwinąć i w 1820 r. został włączony do sąsiedniego Zawichostu.